# Convolvulaceae
Convolvulaceae es la familia de la campánula o gloria de la mañana, con unos 60 géneros y más de 650 especies. La mayoría son plantas trepadoras herbáceas, pero también árboles, arbustos y hierbas.
Se reconocen fácilmente por sus flores de forma de embudo radial y simétrica. Estos tienen 5 sépalos, con corola de 5 pétalos unidos  y 5 estambres. Las flores son hipóginas (que itenen un ovario súpero). El vástago de estas plantas generalmente está enrollado, de ahí su nombre latino (convolvere = enrollar). Las hojas son simples y alternas, sin estípulas. El fruto es una cápsula con de una a cuatro semillas (a veces más), o una baya.
Las hojas y el almidón de las raíces tuberosas de determinadas especies se utilizan como alimento (por ejemplo la patata dulce y la espinaca de agua). Las semillas se pueden usar como purgantes. Algunas especies de esta familia contienen ergolina, un alcaloide que probablemente tiene actividad como psicodélico (drogas psicoactivas) como por ejemplo el ololiuhqui. 

## Descripción

### Características vegetativas

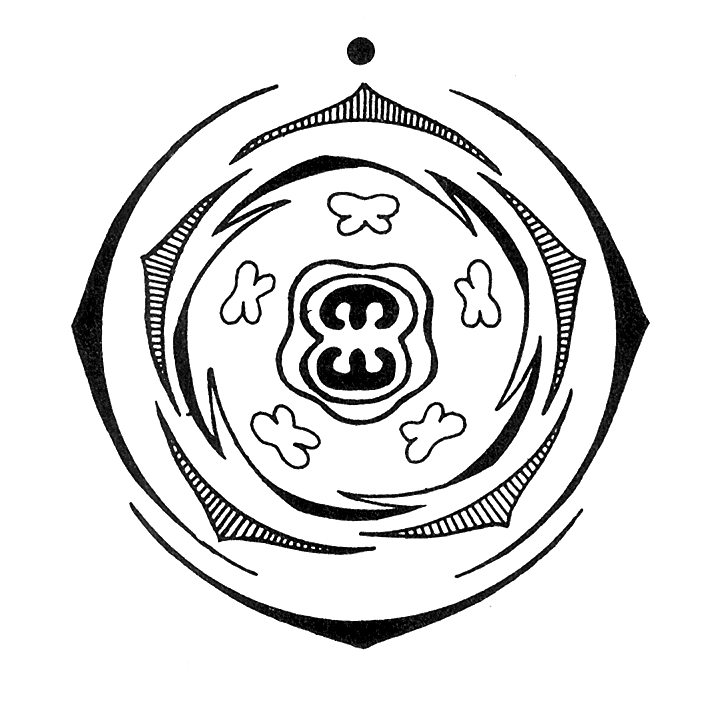
Diagrama de una flor típica.

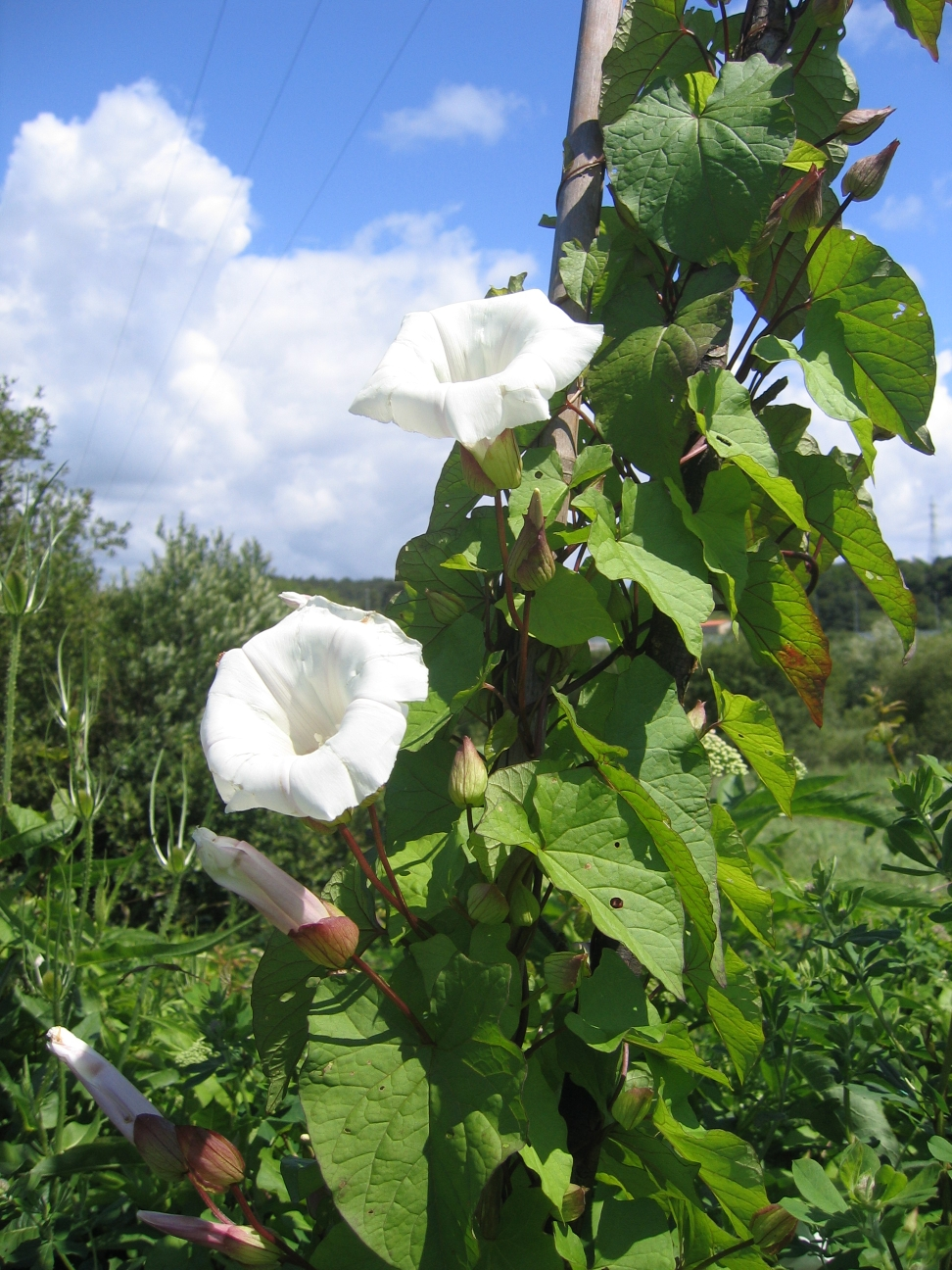
Crecimiento trepador de la Enredadera de la cerca verdadera (Calystegia sepium).

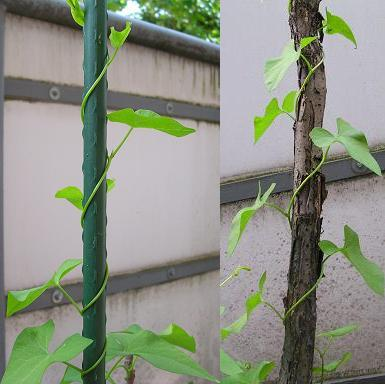
Hélice encaramada en una pendiente de unos 60 °.

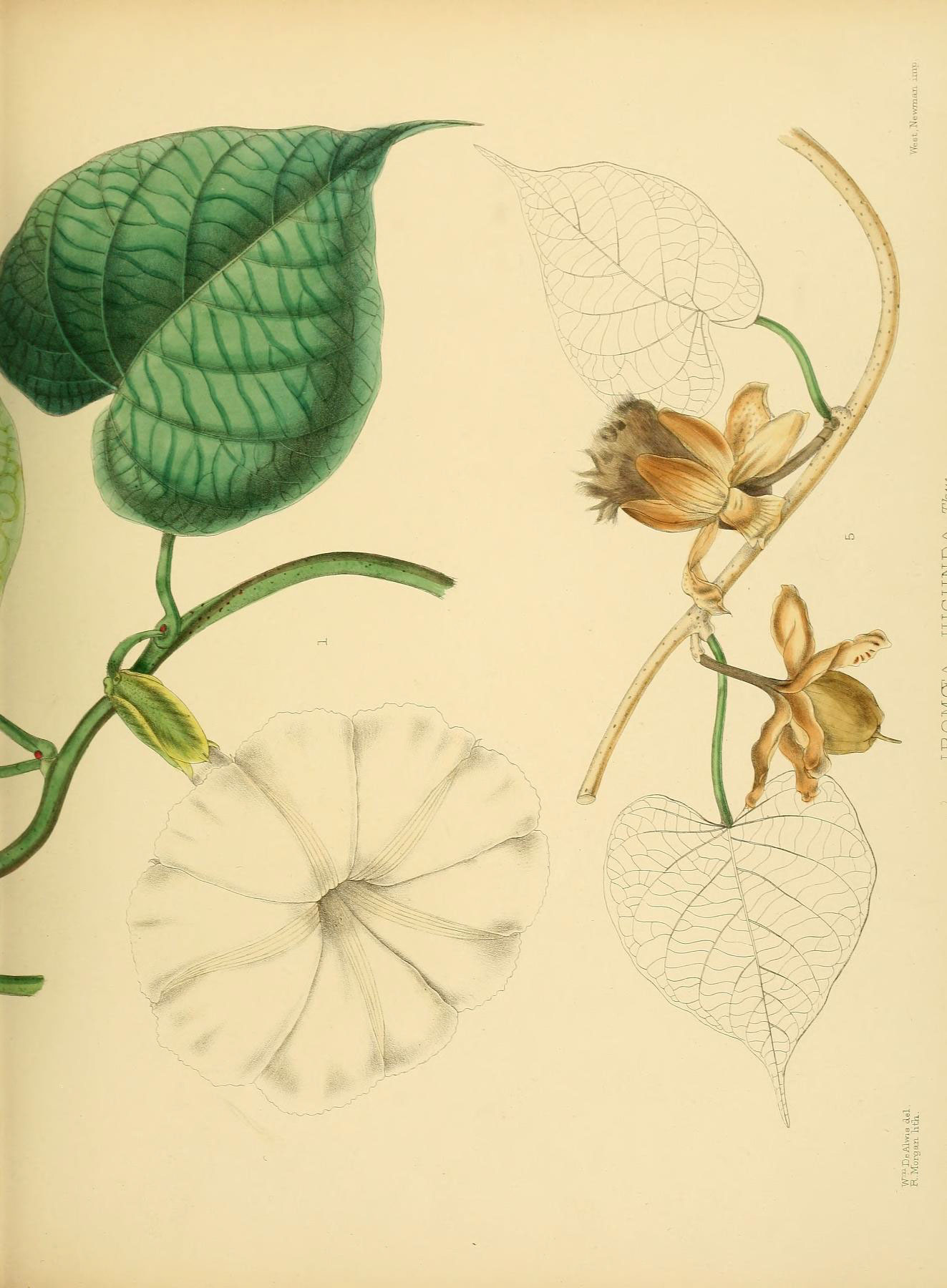
Tribus Ipomoeeae: Ilustración de Stictocardia jucunda.

Las correhuelas son en su mayoría perennes, casi siempre volubles, sólo en raras ocasiones una  planta anual herbácea trepadora o lianas leñosas, rara vez también arbusto o árbol. Desde arriba, las plantas se enroscan siempre en el sentido contrario a las agujas del reloj. Las plantas suelen contener savia lechosa. El floema suele estar rodeado por el xilema. Suele haber tricomas, que entonces son simples, de dos brazos o en forma de estrella.
Las hojas dispuestas alternativamente son simples, sin estípulas,  se dividen en pecíolo y limbo. El limbo suele ser simple, rara vez lobulado o compuesto. Suelen tener los márgenes enteros y las nervaduras son pinnadas o palmeadas. Ocasionalmente las hojas son también fuertemente reducidas. El aparato estomático tiene dos células subsidiarias paralelas a las células de guarda (estoma paracítico). No hay estípulas presentes.
Hay miembros de esta familia que se utilizan como plantas ornamentales de jardín (por ejemplo, la gloria de la mañana) y los hay también que se consideran malezas (generalmente de tipo trepadora).

### Inflorescencias y flores
La inflorescencia es cerrada, a menudo reducida a una sola flor. Las propias flores, en su mayoría regulares y hermafroditas, son radialmente simétricas, sólo en raras ocasiones hay flores zigomorfas.  Son pentámeras, pocas veces tetrámeras.  Excepto las flores del género Hildebrandtia'], son completas. Flores en dicasios axilares. 
El cáliz consta de cinco sépalos iguales o desiguales, algunos de los cuales se agrandan cuando el fruto madura. El corona también es quíntuple, los pétalos están muy entrecruzados, a menudo son grandes y conspicuos. Las coronas en forma de embudo son frecuentes en la familia. Los pétalos se enroscan en el sentido de las agujas del reloj en el capullo.

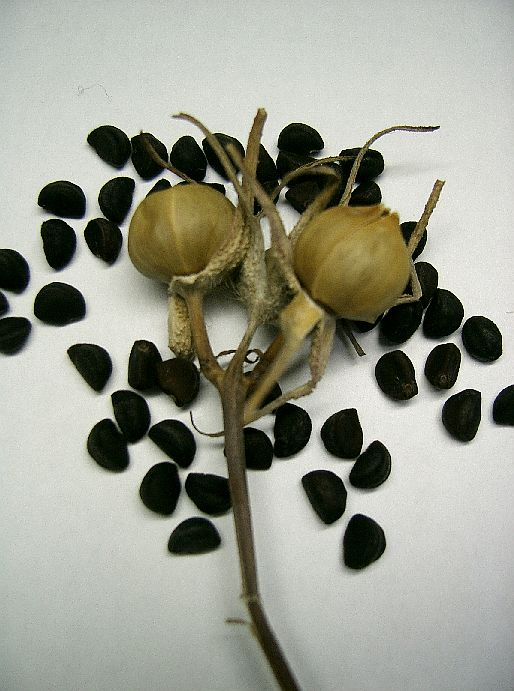
Frutos y semillas de la enredadera azul (Ipomoea nil).

Los cinco estambres están delante de los pétalos y no suelen sobresalir de la corola. Ocasionalmente los filamentos de los estambres son de longitud desigual, son rectos o ensanchados en la base, pueden ser glabros o finamente pilosos. Los granos de polen pueden ser tricolpados (con tres pliegues germinales) a multiporados (con muchos poros germinales), la superficie (exina) puede ser espinosa o lisa. El gineceo suele estar formado por dos carpelos unidos, sólo algunas especies de enredadera (Ipomoea) tienen tres carpelos unidos. Son de no lobulados a profundamente lobulados, forman un ovario superior de dos cámaras y tienen una placentación de ángulo central. Normalmente se forman de uno a dos óvulos por cámara, sólo en el género Humbertia hay unos 20. Se forma un tegumento, el óvulo es tenuinucelado y apótropo (desviado). El estilo es indiviso o parcial o totalmente escindido, nace en el extremo superior (terminal) o cerca del punto de unión de los carpelos junto al ovario (ginobásico). Hay uno o dos (raramente tres) estigma, éstos son capitados, aplanados y rectos a lobulados.

### Frutos y semillas
En su mayoría se forman frutos capsulares secos y dehiscentes, pero también se dan frutos carnosos y no dehiscentes. En la mayoría de los casos, los frutos contienen cuatro semillas, en las que hay un embrión recto o curvado cuyos cotiledones están plegados o atrofiados.

### Fitoquímica
Sólo se han realizado estudios sobre sustancias vegetales secundarias en algunos de los géneros de la familia, faltando por completo estudios de la tribu Cardiochlamydeae y Dichondreae.
En los miembros analizados de la familia se encontraron seis grupos de alcaloides derivados de la ornitina, que también se dan en la familia hermana de las Solanaceae (Solanaceae): alcaloides pirrolidínicos simples del tipo higrina (en 143 de las 150 especies examinadas), N-acilpirrolidinas (presentes en dos especies), nicotinoides (en pequeñas cantidades en 99 de 150 especies analizadas), alcaloides tropánicos (en 152 de 166 especies analizadas), calysteginas (en 69 de 135 especies analizadas) e indolizidinas (en 2 especies). Los alcaloides de pirrolizidina aparecen en especies individuales del género Ipomoea (y en otras 15 familias de angiospermas), pero no en la familia de las solanáceas.
Además, se encontraron algunos alcaloides derivados del triptófano de las β-carbolinas (alcaloides harman) y alcaloides del cornezuelo de centeno. La aparición de los alcaloides del cornezuelo de centeno en particular, que no se descubrieron hasta la década de 1960, causó asombro, ya que estas sustancias no se conocían previamente en plantas superiores. Dentro de la familia Ipomoea, el número de especies en las que posteriormente se han encontrado alcaloides del cornezuelo de centeno es especialmente elevado: de 79 especies examinadas, 23 especies contienen con certeza alcaloides del cornezuelo de centeno; en el caso de 15 especies, la información que se encuentra en la bibliografía es contradictoria o los métodos en los que se basan las investigaciones son dudosos. En las 41 especies restantes analizadas no hay alcaloides del cornezuelo de centeno.
También se han encontrado glucoretinas, ésteres de ácidos grasos hidroxilados con oligosacáridos, en los jugos lácticos de las correhuelas.

## Tribus
La familia Convolvulaceae puede ser clasificada en las tribus siguientes: Anisieae, Cardiochlamyeae, Convolvuleae, Cresseae, Cuscuteae, Dichondreae, Erycibeae, Humbertieae, Ipomoeeae, Jacquemontieae, Maripeae, Merremieae.

## Etnobotánica
Las semillas de muchas especies de la familia de las Convolvulacae contienen alcaloides de ergolina como los psicodélicos ergonovina y la ergina (LSA).
Las semillas de la Ipomoea tricolor y de Turbina corymbosa son usadas como psicodélicos. Las semillas de la gloria de la mañana pueden producir un efecto similar al del LSD cuando son ingeridas en dosis altas, en cantidades cercanas a los cientos. A pesar de que el LSA no es legal en varios países, las semillas son encontradas en tiendas de jardinería, pero la mayoría de veces este tipo de semillas están cubiertas por alguna forma de pesticidas o con metilmercurio. Estas coberturas son especialmente peligrosas si alguien tiene un historial de desórdenes del hígado y también pueden causar daño neural.

## Uso
La especie más importante de la correhuela como alimento es la batata. (Ipomoea batatas), de la que se utiliza su tubérculo de la raíz, en 2007 se cosecharon en todo el mundo unos 126 millones de toneladas. Se ha recolectado y consumido en Sudamérica desde hace al menos 8.000 a 10.000 años, y el registro más antiguo de batatas cultivadas data de alrededor del año 2000 a. C. Además, la espinaca de agua (Ipomoea aquatica) también suele utilizarse como verdura de hoja. La especie es originaria de África, Asia y las islas del Pacífico y se ha utilizado en el sur de Asia desde aproximadamente el año 200 a. C. hasta el 300 d. C. En China, otros miembros de la familia se utilizan más raramente como alimento, tales como Convolvulus chinensis, Ipomoea cairica, Ipomoea mauritiana, Ipomoea staphylina y Merremia hungaiensis como tubérculo o raíz vegetal y fuente de almidón, respectivamente, e Ipomoea alba e Ipomoea muricata' como vegetales de hoja.
Algunas especies de los géneros Convolvulus, Calystegia e Ipomoea se utilizan como plantas ornamentales, por ejemplo Creeping bindweed. (Convolvulus sabatius), la correhuela tricolor (Convolvulus tricolor), la correhuela común. (Calystegia sepium), la enredadera de la cerca de madera (Calystegia silvatica), la enredadera de poda cardinal (Ipomoea ×multifida), la gloria de la mañana azul celeste (Ipomoea tricolor) y la gloria de la mañana púrpura (Ipomoea purpurea).
Especialmente de Turbina corymbosa, Ipomoea tricolor y Argyreia nervosa se conocen diversos usos rituales y etnomedicinales. La eficacia se debe sobre todo a los alcaloides del cornezuelo que contiene, la amida del ácido lisérgico.

## Géneros
- Aniseia
- Argyreia
- Astripomoea
- Blinkworthia
- Bonamia
- Breweria
- Calycobolus
- Calystegia
- Cardiochlamys
- Cladostigma
- Convolvulus
- Cordisepalum
- Cressa
- Cuscuta
- Decalobanthus
- Dichondra
- Dicranostyles
- Dinetus
- Dipteropeltis
- Erycibe Roxb.[10]
- Evolvulus
- Falkia
- Hewittia
- Hildebrandtia
- Hyalocystis
- Ipomoea
- Iseia
- Itzaea
- Jacquemontia
- Lepistemon
- Lepistemonopsis
- Lysiostyles
- Maripa
- Merremia
- Metaporana
- Nephrophyllum
- Neuropeltis
- Neuropeltopsis
- Odonellia
- Operculina
- Paralepistemon
- Pentacrostigma
- Petrogenya I.M.Johnst.[11]
- Pharbitis
- Polymeria R.Br.[12]
- Porana
- Poranopsis
- Rapona
- Rivea
- Sabaudiella
- Seddera
- Stictocardia Hallier f.[13]
- Stylisma
- Tetralocularia O'Donell[14]
- Tridynamia Gagnep.[15]
- Turbina
- Wilsonia R. Br.[16]
- Xenostegia